# Бренда-Васкада
Бренда-Васкада (англ. Brenda-Waskada) — муніципалітет в Канаді, у провінції Манітоба.

## Населення
За даними перепису 2016 року, муніципалітет нараховував 674 особи, показавши зростання на 3,4%, порівняно з 2011-м роком. Середня густина населення становила 0,9 осіб/км².
З офіційних мов обидвома одночасно володіли 5 жителів, тільки англійською — 670. Усього 15 осіб вважали рідною мовою не одну з офіційних.
Працездатне населення становило 66,7% усього населення, усі були зайняті. 56,9% осіб були найманими працівниками, а 41,7% — самозайнятими.
Середній дохід на особу становив $45 554 (медіана $35 648), при цьому для чоловіків — $49 759, а для жінок $40 805 (медіани — $39 552 та $31 872 відповідно).
27,8% мешканців мали закінчену шкільну освіту, не мали закінченої шкільної освіти — 28,7%, 42,6% мали післяшкільну освіту, з яких 28,3% мали диплом бакалавра, або вищий.
| Статево-вікова структура населення | Статево-вікова структура населення | Статево-вікова структура населення | Статево-вікова структура населення | Статево-вікова структура населення |
| ---------------------------------- | ---------------------------------- | ---------------------------------- | ---------------------------------- | ---------------------------------- |
|                                    |                                    |                                    |                                    |                                    |
| Всього                             | Всього                             | 52,6%47,4%                         |                                    |                                    |
| 0 — 14 років                       | 0 — 14 років                       |                                    | 20,1%                              | 20,1%                              |
| 15 — 64 років                      | 15 — 64 років                      |                                    | 59,7%                              | 59,7%                              |
| 65 і більше                        | 65 і більше                        |                                    | 20,1%                              | 20,1%                              |
| 85 і більше                        | 85 і більше                        |                                    | 2,2%                               | 2,2%                               |
| Середній вік (років)               | Середній вік (років)               | 41,742,0                           | 41,8                               | 41,8                               |
| Медіана (років)                    | Медіана (років)                    | 44,046,0                           | 44,9                               | 44,9                               |
| — чоловіки — жінки                 |                                    |                                    |                                    |                                    |

| Походження мешканців:     | Походження мешканців:     | Походження мешканців: | Походження мешканців: | Походження мешканців: |
| ------------------------- | ------------------------- | --------------------- | --------------------- | --------------------- |
| Походження                |                           |                       | осіб                  | %                     |
| Корінні американці        | Корінні американці        |                       | 20                    | 2.92%                 |
| Інше північноамериканське | Інше північноамериканське |                       | 260                   | 37.96%                |
| Європейське               | Європейське               |                       | 540                   | 78.83%                |
| британське                | британське                |                       | 425                   | 62.04%                |
| французьке                | французьке                |                       | 70                    | 10.22%                |
| українське                | українське                |                       | 25                    | 3.65%                 |
| Латинськоамериканське     | Латинськоамериканське     |                       | 15                    | 2.19%                 |

| Зайнятість населення за галузями (за класифікацією NOC): | Зайнятість населення за галузями (за класифікацією NOC): | Зайнятість населення за галузями (за класифікацією NOC): | Зайнятість населення за галузями (за класифікацією NOC): | Зайнятість населення за галузями (за класифікацією NOC): |
| -------------------------------------------------------- | -------------------------------------------------------- | -------------------------------------------------------- | -------------------------------------------------------- | -------------------------------------------------------- |
|                                                          |                                                          |                                                          |                                                          |                                                          |
| Управління                                               | Управління                                               |                                                          | 39,4%                                                    | 39,4%                                                    |
| Бізнес, фінанси та адміністрування                       | Бізнес, фінанси та адміністрування                       |                                                          | 11,3%                                                    | 11,3%                                                    |
| Охорона здоров'я                                         | Охорона здоров'я                                         |                                                          | 2,8%                                                     | 2,8%                                                     |
| Освіта, правозахист, муніципальні та урядові служби      | Освіта, правозахист, муніципальні та урядові служби      |                                                          | 7%                                                       | 7%                                                       |
| Мистецтво, культура, відпочинок та спорт                 | Мистецтво, культура, відпочинок та спорт                 |                                                          | 2,8%                                                     | 2,8%                                                     |
| Роздрібна торгівля та послуги                            | Роздрібна торгівля та послуги                            |                                                          | 5,6%                                                     | 5,6%                                                     |
| Гуртова торгівля, транспорт та обладнання                | Гуртова торгівля, транспорт та обладнання                |                                                          | 9,9%                                                     | 9,9%                                                     |
| Природні ресурси, сільське господарство                  | Природні ресурси, сільське господарство                  |                                                          | 18,3%                                                    | 18,3%                                                    |

## Клімат
Середня річна температура становить 3,2°C, середня максимальна – 24,1°C, а середня мінімальна – -23,3°C. Середня річна кількість опадів – 454 мм.
| Клімат поселення                              | Клімат поселення | Клімат поселення | Клімат поселення | Клімат поселення | Клімат поселення | Клімат поселення | Клімат поселення | Клімат поселення | Клімат поселення | Клімат поселення | Клімат поселення | Клімат поселення | Клімат поселення |
| Показник                                      | Січ.             | Лют.             | Бер.             | Квіт.            | Трав.            | Черв.            | Лип.             | Серп.            | Вер.             | Жовт.            | Лист.            | Груд.            |                  |
| Середній максимум, °C                         | −9,5             | −5,3             | 1,43             | 10,98            | 19,08            | 24,08            | 23,83            | 23,56            | 17,97            | 10,60            | 0,59             | −7,96            |                  |
| Середня температура, °C                       | −16,4            | −12,2            | −5,48            | 4,08             | 12,17            | 17,18            | 18,94            | 18,67            | 13,08            | 5,72             | −4,3             | −12,89           |                  |
| Середній мінімум, °C                          | −23,33           | −19,1            | −12,4            | −2,82            | 5,26             | 10,28            | 14,04            | 13,77            | 8,20             | 0,84             | −9,2             | −17,77           |                  |
| Норма опадів, мм                              | 17               | 14               | 21               | 25               | 60               | 79               | 70               | 55               | 40               | 33               | 20               | 20               |                  |
| Середньомісячна швидкість вітру, м/с          | 4.40             | 4.40             | 4.50             | 4.70             | 4.80             | 4.20             | 3.70             | 3.80             | 4.20             | 4.50             | 4.39             | 4.40             |                  |
| Середньомісячна сонячна радіація, кДж/м²·день | 4224             | 7693             | 12856            | 17146            | 20190            | 21493            | 22490            | 19133            | 13439            | 8250             | 4466             | 3372             |                  |
| --------------------------------------------- | ---------------- | ---------------- | ---------------- | ---------------- | ---------------- | ---------------- | ---------------- | ---------------- | ---------------- | ---------------- | ---------------- | ---------------- | ---------------- |
| Джерело:                                      |                  |                  |                  |                  |                  |                  |                  |                  |                  |                  |                  |                  |                  |